# 德巴爾
德巴爾是北馬其頓共和國西部德巴尔市镇内的城镇及行政中心。緊鄰阿爾巴尼亞。2002年城镇人口数量为14,561人。